# Saint-Martin-de-Fressengeas
 Saint-Martin-de-Fressengeas  (en occitano Sent Martin de Fraissenjas) es una población y comuna francesa, situada en la región de Aquitania, departamento de Dordoña, en el distrito de Nontron y cantón de Thiviers.

## Demografía
| 475 | 428 | 394 | 390 | 394 | 375 |
| Para los censos de 1962 a 1999 la población legal corresponde a la población sin duplicidades (Fuente: INSEE [Consultar]) |     |     |     |     |     |